# 피끄흐

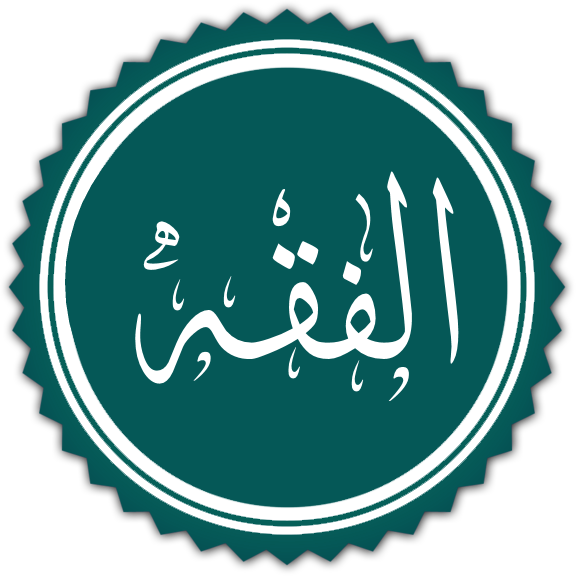

피끄흐(아랍어: فقه, 영어: Fiqh)는 이슬람의 법학을 가리키는 말이다. 이것의 목적은 양면적인 관계로서의 개인의 이익과 전체의 이익 사이를 조정하는 역할을 한다. 인간 전체의 이익이라는 이상을 기초로 이슬람법의 근간을 이룬다.